# Lipnice nad Sázavou
Lipnice nad Sázavou (in tedesco: Lipnitz an der Sasau) è un comune della Repubblica Ceca facente parte del distretto di Havlíčkův Brod, nella regione di Vysočina. 
Presso la Taverna della corona ceca Jaroslav Hašek compose gran parte (i libri due, tre, quattro) de Il buon soldato Švejk prima di morire nel 1923.
Il comune ospita un castello del XIV secolo.